# Slaget vid Saratoga
Slaget vid Saratoga ägde rum den 19 september och den 7 oktober 1777 under det Amerikanska frihetskriget, där de amerikanska trupperna vann en stor seger över den brittiska armén. 

## Översikt
Den brittiske generalen John Burgoyne ledde en stor invasionsarmé uppför Champlainsjön från Kanada, i hopp om att förena sig med en liknande armé som skulle marschera norrut från New York. Den södra styrkan kom aldrig, och Burgoyne var omgiven av amerikanska styrkor i norra New York. Burgoyne försökte bekämpa två småstrider för att bryta sig ut. Dessa ägde rum under arton dagars mellanrum på samma plats, 14 km söder om Saratoga, New York. Båda slagen misslyckades. Burgoyne blir fångad av överlägsna amerikanska styrkor, och med ingen hjälp i sikte kapitulerade han med hela sin armé den 17 oktober. Hans kapitulation "var en stor vändpunkt i kriget, eftersom amerikanerna vann det utländska biståndet som var den sista ingrediensen som krävdes för segern" Edmund Morgan.

## Kapitulation
Burgoynes strategi för att separera New England från de södra kolonierna hade börjat bra, men mattades på grund av logistiska problem. Han vann en liten taktisk seger över general Horatio Gates och kontinentalarmén den 19 september vid Freeman's Farm, på bekostnad av betydande förluster. Hans vinster raderades när han återigen anföll amerikanerna den 7 oktober vid Bemis Heights. Burgoyne tvingades därför att retirera, och hans armé var omgiven av den mycket större amerikanska styrkan vid Saratoga, vilket tvingade honom att kapitulera den 17 oktober. Nyheterna om Burgoynes kapitulation bidrog formellt till att få Frankrike att delta i kriget som en amerikansk allierad, även om landet tidigare gav förnödenheter, ammunition och kanoner till amerikanerna, vilket spelade en viktig roll i Saratoga. Denna strid resulterade också i att Spanien anslöt sig med Frankrike i kriget mot Storbritannien.

## Första slaget
Den första striden, den 19 september, började när Burgoyne flyttade en del av sina trupper i ett försök att flankera den förankrade amerikanska positionen på Bemis Heights. Benedict Arnold placerade stora styrkor i hans väg. Medan Burgoyne lyckades erövra Freeman's Farm kom det till priset av betydande förluster. Småstriderna fortsatte dagarna efter slaget, medan Burgoyne väntade i hopp om att förstärkningar skulle komma från New York. Milisstyrkor fortsatte att komma att öka storleken på den amerikanska armén. Efter flera dispyter inom det amerikanska lägret berövades Arnold av sitt befäl och ersattes av Gates.

## Andra slaget
Den brittiske generalen Sir Henry Clinton, som förflyttades norrut från New York, försökte att avleda amerikanernas uppmärksamhet genom att erövra två fästningar i Hudsonflodens högländer den 6 oktober. Hans insatser kom för sent att hjälpa Burgoyne. Burgoyne anföll Bemis Heights på nytt den 7 oktober efter att det blev uppenbart att han inte kunde få hjälp i tid. Efter hårda strider drevs Burgoynes styrkor tillbaka till sina tidigare positioner innan slaget den 19 september och amerikanerna erövrade en del av det förskansade brittiska försvaret.